# Суперкубок Індії з футболу 1997
Суперкубок Індії з футболу 1997 — 1-й розіграш турніру. Матч відбувся 30 листопада 1997 року між чемпіоном Індії клубом ДКТ Міллс та володарем кубка Федерації клубом Іст Бенгал.
| Володар Суперкубка Індії 1997 |
| ----------------------------- |
|                               |
| Іст Бенгал Перший титул       |

## Матч

### Деталі
| 30 листопада 1997 |

| Салгаокар | 0:0 пен. 4:2 | ДКТ Міллс |
| --------- | ------------ | --------- |
|           |              |           |

| Солт-Лейк-Стедіум, Колкатта |